# Pelabravo
Pelabravo is een gemeente in de Spaanse provincie Salamanca in de regio Castilië en León met een oppervlakte van 23,26 km². Pelabravo telt 1.151 inwoners (1 januari 2016).